# Jean-Claude Forest
Jean-Claude Forest (Le Perreux-sur-Marne, 11 september 1930 - Parijs, 29 december 1998) was een Franse stripauteur.

## Vroege carrière
Jean-Claude Forest haalde een diploma in toegepaste kunsten. Hij begon als striptekenaar in bladen als Vaillant (Pour la horde, Copyright) en Frisson. Dan volgden strips op scenario van Marijac voor diens bladen Mireille en Nano et Nanette. En hij herneemt het strippersonage Charlot in het stripblad Vaillant. Forest tekent ook illustraties voor boekomslagen (Le livre de poche) en voor geïllustreerde romans in France-Dimanche. 

## Barbarella
In 1962 tekent Forest de eerste pagina's van zijn erotische strip Barbarella voor V Magazine. In 1964 verbiedt de Franse censuur een albumuitgave van deze strip. De erotiek in Barbarella is echter nooit vulgair en de strip is eerder poëtisch. Deze strip geldt als een van de eerste Franse strips voor volwassenen en wordt verfilmd in 1968 door Roger Vadim. In 1981 herneemt Forest zijn personage, nu met Daniel Billon als tekenaar, voor het blad L'Echo des savanes.

## Ander werk
In 1964 debuteert Forest als scenarist voor Schipbreuk in de tijd voor tekenaar Paul Gillon. In 1971 tekent hij de strip Hypolite, eerst voor France-Soir, vervolgens voor Pilote. Zijn Contes de la barque saoule worden gepubliceerd in Fluide glacial, Circus en Métal hurlant, en het verhaal Mystérieuse, matin, midi et soir verschijnt in Pif. In 1978 debuteert Forest bij A Suivre. Hij schrijft er het scenario van Het besloten land voor Tardi en van Reinaert de vos voor Max Cabanes. In 1980 tekent hij voor dat stripblad De spookjonk gezien vanaf de eerste rijen en in 1984 Enfants, c'est hydragon qui passe. In 1985 vervoegt hij het blad Okapi waar hij verantwoordelijke voor de strips wordt. In dat blad verschijnt de strip Mandchou Fou van Didier Savard op scenario van Forest.
Het werk van Forest werd bekroond met de Grote Prijs van het Internationaal Stripfestival van Angoulême in 1983.
- Biblioteca Nacional de España: XX1148243
- Bibliothèque nationale de France: cb11903103w (data)
- Catàleg d'autoritats de noms i títols de Catalunya: 981058508771606706
- Gemeinsame Normdatei: 1070533890
- International Standard Name Identifier: 0000 0001 2025 4751
- Library of Congress Control Number: n50024849
- Nationale Bibliotheek van Tsjechië: xx0162458
- Nationale Bibliotheek van Israël: 987007402230505171
- Nationale Bibliotheek van Polen: a0000002447021
- Nederlandse Thesaurus van Auteursnamen: 068407270
- Istituto Centrale per il Catalogo Unico: VEAV020345
- SNAC: w6sx6v6k
- Système universitaire de documentation: 026869144
- Virtual International Authority File: 49740445
- WorldCat: E39PBJptXTgHtcVkqKcYRcCRKd